# Hendrik Dreekmann
Hendrik Dreekmann (Bielefeld, 29 de enero de 1975) es un jugador de tenis alemán. 

## Carrera profesional
En su carrera ha llegado a 3 finales ATP y su mejor posición en el ranking de individuales fue Nº39 en septiembre de 1996 y en el de dobles fue Nº296 en octubre de 1996. También es recordado por haber llegado a los cuartos de final de Roland Garros en 1994.